# Стадион Монументал Рио Парапити
Стадион Монументал Рио Парапити (шп. Monumental Río Parapití) је вишенаменски стадион који се налази у Педро Хуан Кабаљероу, Парагвај. Највише се користи за фудбал и стадион служи као домаћин за утакмице фудбалског клуба Клуб 2. де Мајо. 

## Историјат стадиона
Стадион Монументал Рио Парапити се налази у граду Педро Хуан Кабаљеро, има капацитет да прими до 25.000 гледалаца, што га сврстава међу најважније стадионе у земљи.  Стадион је у власништву Клуба 2. де Мајо.
Ово спортско место било је једно од места одржавања Копа Америка 1999. године, где су се играле утакмице између Парагваја, Боливије, Јапана и Перуа. Такође је било домаћин 10 утакмица прве рунде јужноамеричког такмичења у фудбалу за младе до 20. година одржане 2007. године.
Клуб Спортиво 2. де Мајо је основан 1935. године, две године након свог оснивања, клуб је затражио уемљиште од општине Педро Хуан Кабаљеро за кориштење као спортски терен, захтев је одобрен 20. октобра 1937. Било им је потребно два деценије како би се започела изградња, а стадион је коначно отворен 1977. Данашњи изглед стадион је добио после реконструкције и отварања 1999. године.

## Копа Америка 1999.
Овај стадион је коришћен за Јужноафрички куп нација Копа Америка 1999. У групи А био је домаћин за две утакмице, између Парагваја и Перуа и између Јапана и Боливије.
| Боливија      | 1:1 | Јапан            |
| ------------- | --- | ---------------- |
| Е. Санчез 53’ |     | Лопес 75’ (пен.) |

| Парагвај       | 1:0 | Перу |
| -------------- | --- | ---- |
| Санта Круз 88’ |     |      |